# 松林桂月

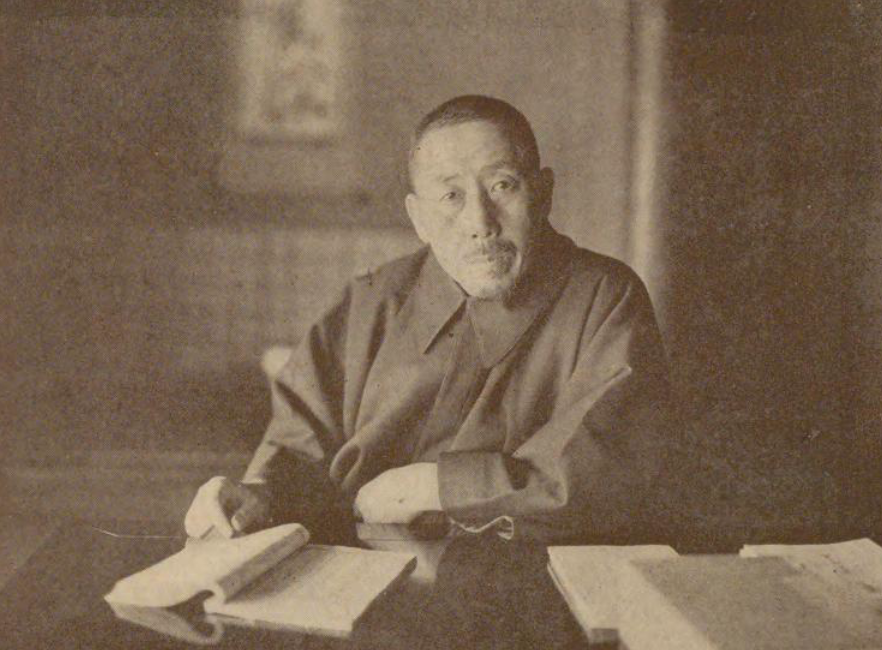
松林桂月

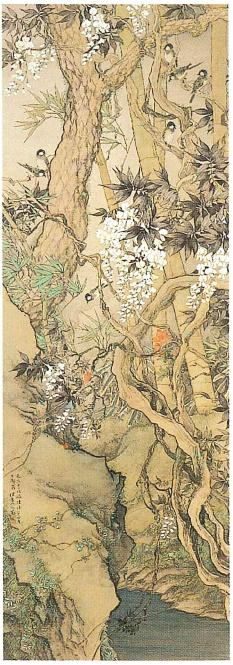
「潭上余春」 1926年（大正15年） 三の丸尚蔵館蔵 同年の聖徳太子奉賛美術展覧会出品 宮内庁買上

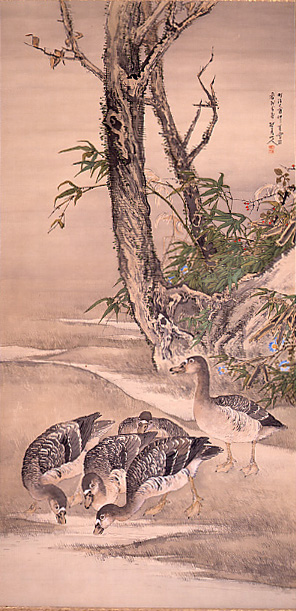
「秋水群雁」 山口県立美術館蔵 1909年（明治42年）師・幽谷にならってか、桂月はしばしば鳥、特に鴨や雁などの水鳥を描いた。本作もその中の一図。

松林 桂月（まつばやし けいげつ、1876年8月18日 - 1963年5月22日）は、日本画家。山口県萩市生まれ。元の姓は伊藤、本名は篤。字は子敬。別号に香外、玉江漁人。妻の松林雪貞（せってい）も日本画家。
「最後の文人画家」とも評され、渡辺崋山や椿椿山ら崋椿系の流れをくむ精緻で謹直な描写を基礎に、近代の写生画の流行を十分に取り込みながら、そこに漢籍、漢詩の素養に裏付けされた品格の高い作風を特色とする。

## 経歴
萩市中渡（現・山田）出身。尋常小学校卒業後、地元の素封家・瀧口吉良の援助を受けて上京。1894年野口幽谷に師事。南画の表現に新たな世界を開拓し、南画界の重鎮と言われる。官展の中心画家で、1906年日本南宗画会を結成。1919年帝展審査員、1932年帝国美術院会員、1937年帝国芸術院会員、1944年7月1日帝室技芸員。戦前の40代後半から60代にかけてが桂月の最盛期で、力作の多くがこの時期に描かれている。桂月作品の特色である、右上から左下に向かう構図法がはっきり現れるのもこの頃である。
1947年日中文化協会理事、1948年日本美術協会理事、1949年日展運営委員会常任理事、1954年同理事。戦後日展に書が加えられたのは、桂月の働きかけが大きいという。ただし桂月自身は、戦後の前衛書道は評価しなかった。1958年文化勲章受章、文化功労者、日展顧問、1961年日本南画院会長。死後従三位勲二等旭日重光章受章。
弟子に白井烟嵓・大平華泉・西野新川などがいる。墓所は青山霊園(1ロ8-3)

## 代表作
| 作品名         | 技法         | 形状・員数 | 寸法（縦x横cm）   | 所有者                     | 年代                  | 出品展覧会                                   | 落款・印章 | 備考 |
| -------------- | ------------ | ---------- | ----------------- | -------------------------- | --------------------- | -------------------------------------------- | ---------- | --- |
| 怒涛健鵰       | 絹本墨画淡彩 | 1幅        |                   | 個人                       | 1897年（明治30年）    | 日本美術協会展二等褒状                       |            | 桂月の出世作。当時、桂月は死病だった結核を患い喀血を繰り返しており、医者からも30歳以上生きるのは保証できないと言われていた。そこで桂月は命あるうちに、最も難しい作品を描こうと思い立った。絵のモチーフは、「猛禽」「岩」「波」である。猛禽類は鳥の王者であり、その風格を表すのが難しい。岩はよくあるモチーフではあるが、だからこそ古今の名手たちに負けない作を描くのは困難である。波も、形がなく勢いあるものを、線で書き表すのは技量が要る。同門からは「三つ子の大草鞋」だと冷やかされた。幽谷も、絵絹に描き始めた時、「そのような固い筆意では波が動かない、そこを描いてやろう」と言ったが、桂月は「折角のご親切ではございますが、出品作は自分の手だけで仕上げたい」と涙ながらに固辞し、涙で絵絹が濡れて絵が駄目になるほどだったという。 |
| 松林仙閣図屏風 |              |            |                   | 御物                       | 1912年（大正元年）    | 第7回文展3等                                 |            | 展示の翌年、大正天皇の所有となる。その後、昭和天皇、上皇明仁と相続される。皇室経済法（昭和22年法律第4号）第7条に規定する「皇位とともに伝わるべき由緒ある物」（いわゆる御由緒物）であり、皇居宮中三殿の賢所祭儀にて使用される。 |
| 山楼鎖夏       | 紙本墨画     |            |                   | 萩博物館                   | 1914年（大正3年）     |                                              |            | 賛文から当時の桂月の心境がよくわかる作品。桂月は文展で入選を重ねていたが、1915年（大正4年）から出品を取り止めている。その理由については、ライバル・小室翠雲との確執や文展の審査方法に嫌気が差した、と後年語っている。賛の大意は「長い年月、南画を描いて生きてきたならば、それは禅の修行を積んできたようなもの。画壇の細やかな事で思い煩ったりしない。漢籍を読んで古人の生き方を追い、胸中の山水を思って俗世間との縁を絶とう。新派と旧派が争うのを気だるく聞き、名声の後先を争うのを密かに笑う。人には人の生き方があり文展を離れても私には私の生き方がある」。桂月は、折々に胸中を吐露した詩を加賛し、鑑賞者と想いを共有しようと試みていたが、本作はその代表的な例と言える。                                                              |
| 松林山水図屏風 | 絹本著色     | 六曲一双   | 168.4x361.2（各） | 個人（静岡県立美術館寄託） | 1922年（大正11年）    |                                              |            | |
| 老松図         | 墨画         | 六曲一双   |                   | 毛利博物館                 | 1924年（大正13年）4月 |                                              |            | |
| 秋景山雉図     | 絹本彩色     |            |                   | 毛利博物館                 | 1925年（大正14年）    |                                              |            | |
| 長門峡         | 紙本墨画     | 1幅        | 289.9x131.8       | 東京国立博物館             | 1929年（昭和4年）     | 第10回帝展                                   |            | 桂月の水墨山水画スタイルを決定づけた作品と評される。 |
| 山居図屏風     | 紙本墨画     | 六曲一双   | 167.5x348.5       | 東京国立博物館             | 1935年（昭和10年）    |                                              |            | |
| 溪山春色       | 紙本著色     | 六曲一双   | 177.3×366.1（各） | 東京国立博物館             | 1935年（昭和10年）    | 第16回帝展                                   |            | 大正4年の日本美術協会展で一等金牌を受けた「春渓」が関東大震災で失われてしまったため、後に再制作した作品。 |
| 愛吾盧図       | 絹本彩色     |            |                   | 山口県立美術館             | 1936年（昭和11年）    |                                              |            | |
| 秋園           | 絹本裏金着色 |            |                   | 宇部市                     | 1938年（昭和13年）    |                                              |            | |
| 春宵花影図     | 絹本墨画     | 1幅        | 119.3x134.5       | 東京国立近代美術館         | 1939年（昭和14年）    | ニューヨーク万国博覧会 (1939年)              |            | |
| 松泉           | 紙本墨画     |            |                   | 東京都現代美術館           | 1947年（昭和22年）    | 東京都美術館20周年記念展覧会および第三回日展 |            | のちに東京都買上 |
| 深林           | 紙本墨画     |            |                   | 東京国立近代美術館         | 1960年（昭和36年）    | 第1回日本南画院展                            |            | |
| 香橙           | 絹本墨画淡彩 | 六曲一双   |                   | 萩博物館                   | 1961年（昭和37年）8月 |                                              |            | 香橙とはいわゆる夏みかんのことで、郷里萩の名産品。萩市役所には本作の複製画が飾られている。 |

## 画集・著書
- 香外居画譜 郵便堂 1915
- 田能村竹田 中央美術社 1927
- 桜雲洞画譜 古今堂 1936
- 南画の描き方 崇文堂出版部 1936
- 桂月山人画集 松林篤 1957
- 松林桂月画集 日本美術新報社 1958
- 松林桂月遺墨集 天香会 1965
- 櫻雲洞随録 松林桂月遺稿 松林清風編 二玄社 1997

## 参考資料
- 『アサヒグラフ別冊 美術特集 日本編72　松林桂月』 朝日新聞社、1992年
- 菊屋吉生 『松林桂月 ―近代画家としての意味』 一般社団法人 萩ものがたり、2013年10月1日

展覧会図録
- 『松林桂月展 その墨と色彩の妙』 山口県立美術館、1983年
- 村田隆志監修 『没後五〇年 松林桂月 水墨を極め、画中に詠う』 神戸新聞社、2013年